# Всесвітній день урбанізму

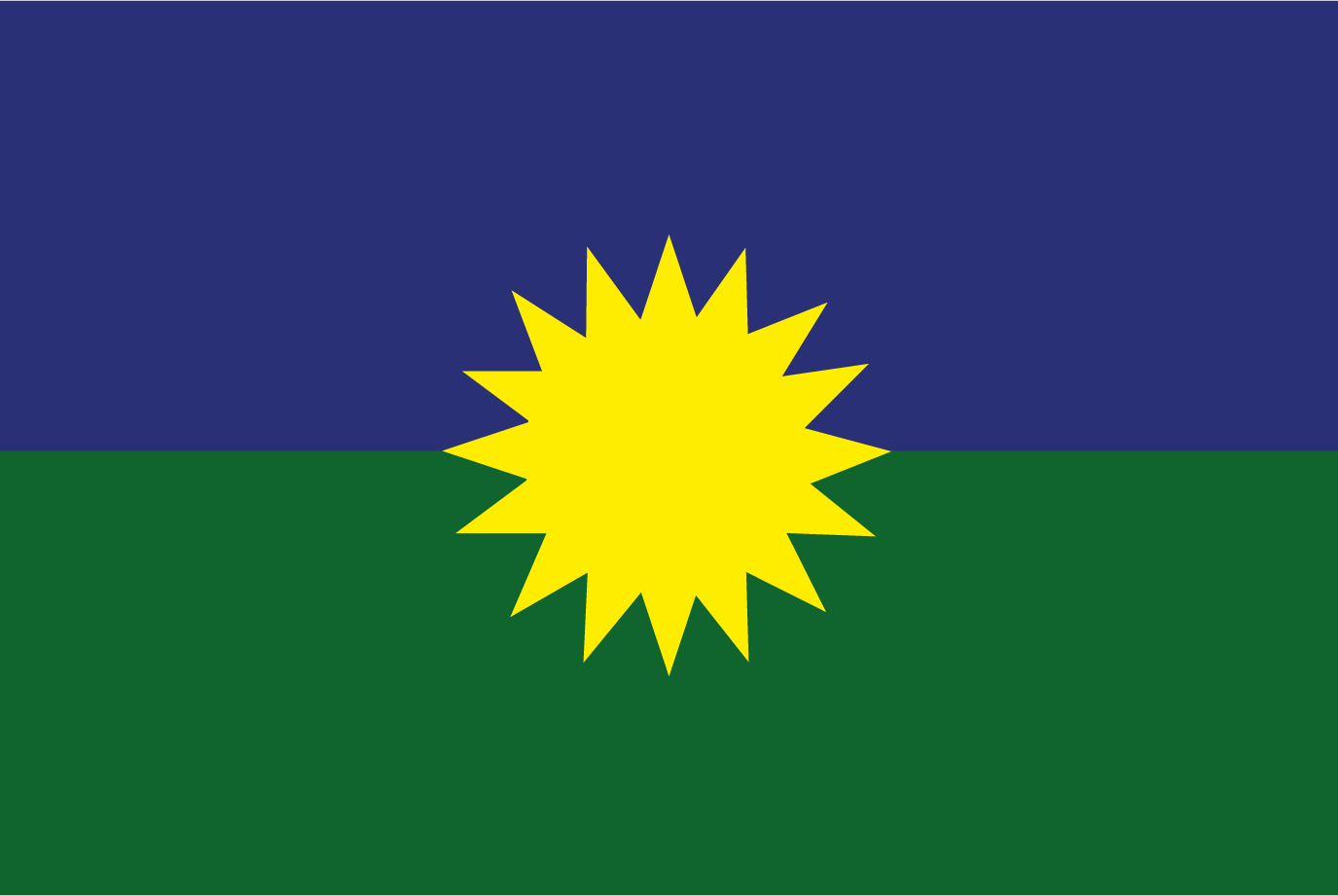
Прапор урбанізму

Всесвітній день урбанізму (англ. World Urbanism Day), також відомий як «Всесвітній день містобудування» — свято, запропоноване в 1949 році професором Університету Буенос-Айреса Карлосом Марією делла Паолера, випускником Інституту урбанізму в Парижі, для розвитку суспільного та професійного міст. Відзначається щорічно 8 листопада більш ніж у 30 країнах на чотирьох континентах. Цей день використовується для пропаганди ролі міського планування для створення сприятливих умов для життя міських спільнот. Всесвітній день урбанізму є чудовою нагодою поглянути на планування міст з глобальної точки зору, привернути увагу політиків і громадян до впливу на навколишнє середовище в результаті розвитку міст і територій. Цього дня проводить свої заходи Американський інститут сертифікованих фахівців із міського планування (англ. American Institute of Certified Planners, AICP).